# Yuri (genre)
Yuri (japanska: 百合, 'lilja'?) är ett begrepp inom manga och anime. Det beskriver verk där lesbiska relationer är en viktig del av handlingen. Dessa verk kan innefatta rent pornografiska serier, såväl som romantik- och kärleksserier och seriöst menade relationsserier. Ordets ursprung kommer från den japanska homosexuella undergroundkulturen under 1970-talet. Yuri betyder bokstavligen "lilja" och är även ett relativt vanligt kvinnonamn i Japan. 

## Ursprung
1971 myntade Itō Bungaku, redaktör för tidningen Barazoku (japanska: 薔薇族?), termerna "barazoku" (ros-stammen) och "yurizoku" (lilje-stammen) (japanska: 百合族?). Den förstnämnda termen användes för homosexuella män, den sistnämnda för lesbiska kvinnor. Efter det började flera dōjinshi-tecknare döpa figurer till Yuri (百合) eller Yuriko (百合子) i sina pornografiska serier. 
Under 2005 års Yuricon i Tokyo var Itō Bungaku inbjuden som gäst. Han talade då om att återta termen från dess rent pornografiska konnotationer, och använda den för alla verk som behandlar alla aspekter av lesbiska relationer. 

## Andra termer
Liknande begrepp är termen shōjo-ai ("flick-kärlek"), skapat i analogi med shōnen-ai. Den är populär utanför Japan, framförallt av fans som föredrar mer romantiska serier och vill komma ifrån yuri-termens pornografiska konnotationer. Termen "GL" – "Girls' Love" – är ett populärt engelskt lånord som används flitigt för samma sak i Japan. 
De flesta yuri-tecknarna är män, och yuri är också generellt mest uppskattat hos en manlig publik. Figurerna är oftast "gulligt" ritade med stora ögon, mjuka former och så vidare, i likhet med shōjo.

## Utbredning
Yuri är ovanligare som amatörtecknad manga, så kallad dōjinshi. Detta står i kontrast till yaoi, vilken är den vanligaste genren inom dōjinshi.[källa behövs]